# عشق برق‌آسا
عشق برق‌آسا (انگلیسی: Lightning Love) یک فیلم کمدی صامت کوتاه آمریکایی به کارگردانی جیمز دی. دیویس و لری سمون است که در سال ۱۹۲۳ منتشر شد. از بازیگران این فیلم می‌توان به اولیور هاردی، لری سمون، کتلین مایرز، ویلیام هابر، ال تامپسون و اسپنسر بل اشاره کرد.